# In America
In America ist ein irisch-britischer Spielfilm aus dem Jahr 2002. Regie bei dem preisgekrönten Drama führte Jim Sheridan, der gemeinsam mit seinen Töchtern Naomi und Kirsten auch das semiautobiografische Drehbuch schrieb. Die Hauptrollen spielten Paddy Considine, Samantha Morton sowie Sarah und Emma Bolger. Produziert wurde der Film von Hell's Kitchen Films und East of Harlem (UK) Ltd.

## Handlung
Eine irische Familie, bestehend aus dem gelernten Schauspieler Johnny und dessen Ehefrau Sarah sowie ihren beiden jungen Töchtern, der sechsjährigen Ariel und der zehnjährigen Christy, emigriert in den 1980er Jahren illegal über Kanada in die Vereinigten Staaten. Frankie, das dritte Kind, ist in Irland gestorben. Der Fünfjährige hatte an einem Gehirntumor gelitten, der nach einem Treppensturz im Alter von zwei Jahren diagnostiziert worden war. Die Familie will mit dem Umzug alle Probleme in Irland lassen und ein neues Leben in Amerika beginnen.
Die Familie findet in New York zunächst keine Bleibe, kommt aber schließlich in einem heruntergekommenen Mietshaus in Hell’s Kitchen unter, das in der Gegend als Junkie-Haus bekannt ist. Die Familie renoviert die Wohnung etwas. Johnny spricht bei zahlreichen Theatern vor, erhält jedoch keine Arbeit, da er, wie er und seine Frau meinen, seit dem Tod ihres Sohnes nichts mehr fühlen kann. Da das Geld knapp ist, beginnt Sarah in einer Eisdiele zu arbeiten und Johnny versucht sich für kurze Zeit als Taxifahrer.
Zu Halloween sind die Kinder bei der Schulveranstaltung die einzigen mit selbstgebastelten Kostümen und erfahren, dass die Kinder in den USA von Haus zu Haus gehen, um Süßigkeiten zu erhalten. Als sie im „Junkie-Haus“ von Wohnung zu Wohnung gehen, macht erst der vierte die Tür auf, der offenbar verbitterte Schwarze Mateo, der im Haus als schreiender Mann bekannt ist; seine Wohnung ist voll mit selbstgemalten Bildern und anderen Kunstwerken. Die beiden Kinder freunden sich schnell mit dem Mann an, während Johnny ihm gegenüber misstrauisch bleibt und erst Sympathie für ihn entwickelt, als er – wütend über den Tod seines Sohnes – erfährt, dass Mateo an HIV leidet und nicht mehr lange zu leben hat.
Sarah ist schwanger. Doch es treten Komplikationen mit der Schwangerschaft auf und das Baby muss bereits vor den neun Monaten geboren werden. Würde es später kommen, wäre Sarahs Überleben nicht garantiert, während bei einer Frühgeburt das Baby Schwierigkeiten haben könnte. Sarah muss schließlich bereits Wochen vor der Geburt ins Krankenhaus und auch Mateos Zustand verschlechtert sich. Die Krankenhauskosten sind allerdings zu hoch für die in Armut lebende Familie, weshalb Johnny verzweifelt nach einem Job als Schauspieler sucht.
Als das Baby zu früh geboren wird, ist sein Zustand zunächst noch instabil. Durch eine Bluttransfusion von seiner Schwester Christy wird es jedoch gerettet. Sie erwacht in dem Moment, in dem Mateo stirbt, der, ohne es die Familie wissen zu lassen, die kompletten Krankenhauskosten gezahlt hat. Sarah und das Baby werden aus dem Krankenhaus entlassen und Johnny findet Arbeit am Theater.
Johnny sitzt abends auf dem Balkon der Wohnung, starrt den Mond an und ruft die beiden Kinder zu sich. Sie rufen Mateo Abschiedsgrüße in die Nacht hinaus. Es gelingt Christy, ihren Vater dazu zu bewegen, sich endlich von Frankie zu verabschieden; da erst kann er wieder weinend Schmerz und Trauer fühlen.

## Entstehungsgeschichte
Jim Sheridan widmete den Film seinem Bruder Frankie, der mit neun Jahren die Treppe hinuntergestürzt und gestorben ist. Eigentlich wollte er einen Film über seinen Bruder drehen, vermischte die Geschichte dann aber mit seinem eigenen Leben und dem seines Vaters. Sheridan emigrierte 1981 selbst mit seiner Familie über Kanada illegal in die USA, da er in seiner Heimat Irland wegen seiner Arbeit am Theater Probleme bekommen hatte. Mehrere Szenen im Film hat Sheridan selbst erlebt. Nachdem der Regisseur zwei Drehbuchentwürfe geschrieben hatte und mit diesen nicht zufrieden war, holte er sich seine Töchter Naomi und Kirsten zu Hilfe, die ihn daraufhin mit dem Drehbuch unterstützten. Da seine Töchter mehr die Kinder in den Mittelpunkt gestellt hätten, schrieb er den Part der Kinder. Trotzdem ist der Film aus der Sichtweise der zehnjährigen Christy erzählt, die gerne mit ihrem Camcorder filmt. Manche Stellen im Film werden aus der wackeligen Sicht dieses Camcorders gezeigt.
Nachdem man Ariel mit Emma Bolger besetzt hatte, wies diese Sheridan darauf hin, dass er ihre Schwester Sarah für die Rolle der Christy vorsprechen lassen solle, die schließlich auch besetzt wurde. Ursprünglich wollte man für die Rolle der Christy eine Zwölf- oder Dreizehnjährige besetzen, aber die zur Zeit des Castings zehnjährige Sarah beeindruckte das Filmteam so sehr, dass man sie nahm.

## Rezeption
In America feierte seine Premiere am 13. September 2002 auf dem Toronto Film Festival. In den folgenden Monaten wurde der Film auf mehreren Filmfestivals gezeigt, so beispielsweise auf dem Sundance Film Festival und dem Filmfest Hamburg. Erst am 31. Oktober 2003, über ein Jahr nach der Uraufführung, kam der Film in die britischen Kinos, wo er 397.098 mal gesehen wurde. Es folgten Kinostarts in anderen europäischen, aber auch asiatischen und nord- und südamerikanischen Ländern. In Deutschland kam der Film am 11. Dezember 2003 in die Kinos, in Österreich einen Tag später und in der deutschsprachigen Schweiz am 15. Januar 2004. Ein großer kommerzieller Erfolg war der Film in den USA, wo er über fünfzehn Millionen US-Dollar einspielte.
Der Großteil der Kritiker nahm den Film positiv auf. Man lobte vor allem die Darsteller und dass der Film trotz der emotional betonten Handlung nicht kitschig werde. So schrieb beispielsweise das Lexikon des internationalen Films: „Die ausgezeichneten darstellerischen Leistungen sowie die fesselnde visuelle Umsetzung verdichten das hervorragende Drehbuch zu einem Film, der lange nachwirkt und zur Reflexion über die Themen Tod, Familie und Heimat anregt.“ Negative Stimmen meinten, der Film sei belehrig und tränendrüsig.

## Auszeichnungen
Auf dem High Falls Film Festival und dem AFI Fest 2003 wurde der Film mit dem Publikumspreis ausgezeichnet. Auf dem Flanders International Film Festival erhielt der Film die Goldene Spur, auf dem Heartland Film Festival den Heartland Award of Excellence. Auf dem Bangkok International Film Festival 2004 gewann Sheridan den Golden Kinaree Award als bester Regisseur.
Bei der Oscarverleihung 2004 war der Film in der Kategorie Bestes Originaldrehbuch nominiert, konnte sich aber nicht gegen Lost in Translation von Sofia Coppola durchsetzen. Samantha Morton erhielt für ihre Darstellung der Sarah eine Nominierung als Beste Hauptdarstellerin, Djimon Hounsou für seine Darbietung des Mateo eine Oscar-Nominierung als Bester Nebendarsteller. Beide mussten sich allerdings anderen Schauspielern geschlagen geben. Für den Song „Time Enough For Tears“ waren Bono, Gavin Friday und Maurice Sneezer für den Golden Globe in der Kategorie Bester Filmsong nominiert. Die drei Drehbuchautoren waren für das Beste Filmdrehbuch nominiert.
Den Independent Spirit Award gewannen Declan Quinn für die Beste Kamera und Djimon Hounsou als Bester Nebendarsteller. Außerdem nominiert war der Film in den Kategorien Bester Film, Beste Regie, Beste Hauptdarstellerin (Samantha Morton) und Beste Nebendarstellerin (Sarah Bolger). Bei den Satellite Awards gewann der Film in den Kategorien Bestes Drama, Beste Regie und Djimoun Hounsou als Bester Nebendarsteller. Nominiert waren außerdem Paddy Considine, Samantha Morton und Emma Bolger. Die gesamte Besetzung war für den Screen Actors Guild Award nominiert.
Djimon Hounsou war für den Image Award nominiert und gewann den San Diego Film Critics Society Award. Die National Board of Review zeichnete das Drehbuch des Films aus, die Writers Guild of America nominierte es. Bei den Online Film Critics Society Awards war In America ebenfalls in der Kategorie Bestes Originaldrehbuch nominiert. Den Stanley-Kramer-Preis erhielten Jim Sheridan und Produzent Arthur Lappin bei den PGA Golden Laurel Awards. Emma Bolger gewann den Young Artist Award in der Kategorie Beste Darstellung in einem Spielfilm – Schauspieler bis 10 Jahre oder jünger. Der Film selbst war außerdem als Bester Familienfilm – Drama nominiert.
Die Deutsche Film- und Medienbewertung FBW in Wiesbaden verlieh dem Film das Prädikat besonders wertvoll.